# Polska Organizacja Patriotyczna Młody Orzeł
Polska Organizacja Patriotyczna „Młody Orzeł” (P.O.P Młody Orzeł) – młodzieżowa organizacja konspiracyjna, założona pod koniec 1939 roku. Jej celem zasadniczym była walka z okupantem. Program polityczny ukierunkowany na współpracę z organizacjami ludowymi.

## Historia
Pierwsze konspiracyjne zebranie miało miejsce 11 listopada 1939 roku. Nakreślono na nim plan działania zakładający realizację następujących zamierzeń:
- opracowanie projektu statutu organizacji
- ustalenie nazwy organizacji
- przygotowanie listy osób, które mogą zostać zwerbowane do organizacji
- gromadzenie broni i wszelkich materiałów wojskowych

W zebraniu tym brali udział m.in. Stanisław Oczkowicz, Franciszek Krawiec, Mieczysław Szaleniec. 
26 grudnia 1939 miało miejsce oficjalne zawiązanie organizacji konspiracyjnej i złożenie przysięgi przez przyjętych członków. Dokonano na nim wyboru zarządu i Komendę Główną. Przysięga polegała na powtarzaniu kolejno przez wszystkich członków roty przysięgi za Komendantem Głównym P.O.P Młody Orzeł. Zapoznano się z projektem statutu organizacji.

### Cel i zadania organizacji
Status organizacji został przyjęty 26 grudnia, określał następujące cele i zadania członków:
Cel organizacji
- Walka o wyzwolenie Polski z niewoli
- Utrzymanie porządku na terenach organizacyjnych przed objęciem władzy państwowej

Zadania
- Przygotowanie młodzieży polskiej do czynnej lub pomocniczej służby wojskowej
- Podtrzymanie ducha patriotycznego wśród narodu polskiego
- Obserwowanie zachowania się poszczególnych jednostek na terenie organizacyjnym i składanie informacji

Zgodnie z przyjętym statutem członkami organizacji mogą być Polacy o duchu patriotycznym w wieku od 17 do 28 lat włącznie, wyłącznie mogą należeć od 16 lat, jeżeli ich rozwój umysłowy i fizyczny odpowiada wymaganiom organizacji. 
VII punkt statutu tak określał obowiązki i prawa członka:
Obowiązki
- ścisłe wykonywanie rozkazów Komendy Głównej
- nieograniczone poświęcenie dla spraw organizacyjnych
- donoszenie wszelkich spostrzeżeń ważnych dla organizacji
- podtrzymanie ducha polskości wśród rodaków
- nie popieranie źródeł, które przynoszą wrogowi korzyści
- należyte zachowanie się
- niesienie pomocy słabym i biednym rodakom w miarę możliwości
- uiszczanie opłaty miesięcznej członkowskiej - 1 zł

Prawa członka
- korzystanie z wszelkich przywilejów wydanych przez Komendę Główną
- sporządzenie oskarżenia na osobę szkodliwie działającą dla Ojczyzny[3]

Kolejne rozdziały zawierały określenie przypadku wykluczenia członka z organizacji (rozdział IX), podział administracyjny (X), określenie kompetencji członków zarządu organizacji (XIV, XV, XVI). Odnośnie do podziału administracyjnego przyjęto, że okręg organizacyjny (powiat) dzielić się będzie na pluton i drużynę. Drużynę stanowili członkowie z jednej wsi. 
P.O.P Młody Orzeł w szybkim tempie zwiększyła swą liczebność. Komenda Główna postanowiła rozpocząć działalność propagandową wśród społeczeństwa ziemi miechowskiej. Udostępnione przez Mariana Lisa radio, służyło do nasłuchu wiadomości, które starano się upowszechniać. W początkowym okresie ulotki pisano ręcznie gdyż nie posiadano maszyny do pisania. Została ona zakupiona dopiero w późniejszym czasie. Pozwoliła na redagowanie ulotek i odezw. Działalność uwidaczniała za sprawą kolportowania odezw najczęściej przy kościołach oraz przy uczęszczanych drogach i ścieżkach. 
Treść pierwszej ulotki
Bracia Rodacy
Niedługo nadejdzie dzień wyzwolenia. Nie załamujcie się i wytrwajcie! Barbarzyński okupant zostanie rozbity w strzępy gdy zgotujemy mu krwawy odwet. Organizujcie się i przeszkadzajcie Niemcom na każdym kroku. Niech żyje Niepodległa Polska! Precz z okupantem hitlerowskim!
Polska Organizacja Patriotyczna
Na początku 1940 Józef Oczkowicz stworzył odezwę Młody Orzeł w formie piosenki:
- Czuwaj, czuwaj Młody Orle,

Zbliża się czas wzloty.
Wnet wylecisz w działań pole.
Bądź gotów do lotu.
- Pręż swe członki i ostrz szpony,

Do walki z ciemiężcą.
Gdy ich przyjdzie użyć w walce,
By wyjść z niej zwycięzcą.
- Doczeka się naród Polski,

Doczeka się błogich dni.
Gdy nasz Młody Orzeł wzleci,
Odmłodniały w polskiej krwi.
- Młody Orzeł odrodzony,

Lotem swoim zdziwi świat.
I zakrąży ponad Polską,
Jak za dawnych, dawnych lat.
Działalność P.O.P Młody Orzeł na początku koncentrowała się przede wszystkim na werbunku nowych członków oraz zdobywaniu broni. Broń była bowiem miernikiem siły i zdolności wykonania różnych działań bojowych.

### Władze wybrane 26 grudnia
- Komendant Główny - Stanisław Oczkowicz, ps. Lech
- Komendant Główny ds. propagandy - Norbert Michta, ps. Wróbel
- Zastępca ds. werbunku - Franciszek Krawiec, ps. Cygan
- Sekretarz/skarbnik - Leon Kubiak, ps. Lew

## Nazwa
Nazwę Polska Organizacja Patriotyczna zaproponował Franciszek Krawiec, przyjęta została jednomyślnie przez założycieli. Dla podkreślenia, że jest to organizacja młodzieżowa Stanisław Oczkowicz wniósł aby dodano określenie "Młody Orzeł".

## Założyciele
Uczestnikami oficjalnego zebrania jakie miało miejsce 26 grudnia byli:
- Stanisław Oczkowicz
- Norbert Michta
- Franciszek Krawiec
- Tadeusz Miller
- Mieczysław Szaleniec
- Witold Łach
- Edward Natkaniec
- Franciszek Tomza
- Leon Kubiak

Wiek obecnych założycieli mieścił się w przedziale 16-18 lat. Zebranie to miało miejsce w domu Norberta Michty w Janowicach.